# Sycon ensiferum
Sycon ensiferum är en svampdjursart som beskrevs av Arthur Dendy 1892. Sycon ensiferum ingår i släktet Sycon och familjen Sycettidae.
Artens utbredningsområde är havet kring Australien. Inga underarter finns listade i Catalogue of Life.